# Patrice Kitebi Kibol Mvul
Patrice Kitebi Kibol Mvul, né le 11 septembre 1954 à Kenge, est un homme politique de la République démocratique du Congo. Le 28 avril 2012, il est nommé ministre délégué auprès du Premier ministre de la République démocratique du Congo, chargé des Finances, au sein du gouvernement Matata I sur ordonnance présidentielle,.il est cadre du parti politique action pour le renouveau et le développements du Congo qui est membre de l’Union sacrée (coalition du président Tshisekedi).

## Biographie
Patrice Kitebi est né le 11 septembre 1954 à Kenge dans la province du Kwango (ex Bandundu). Il fait ses études à l'université de Kinshasa où il obtient une licence en économie. En 2016, il est nommé directeur général du fonds de promotion d'industrie (FPI).
Patrice Kitebi est inculpé avec l'ancien Premier ministre Matata Ponyo Mapon et l'homme d'affaires sud-africain Kristo Groblert dans une affaire liée au détournement de 205 millions de dollars lors de la construction du parc agroindustriel de Bukanga Lonzo. Le 15 novembre 2021, la Cour constitutionnelle se déclare incompétente pour juger les trois coaccusés,.
En juin 2022, un nouveau procès s'ouvre devant la Cour de cassation, mais les trois co-accusés rejettent la compétence de la Cour de cassation. En juillet, la Cour de cassation renvoie le procès devant la Cour constitutionnelle,. La Cour constitutionnelle considère en novembre 2022 qu'elle est constitutionnellement autorisée à juger « un ancien Président de la République ou d'un Premier Ministre qui n'est plus en fonction au moment des poursuites ». Ce nouveau procès débute le 21 août 2023 mais la Cour décide de ne pas juger Kitebi dans ce procès.